# Axinèl·lides
Els axinèl·lides (Axinellida) són un ordre de demosponges de la subclasse Heteroscleromorpha. L'ús taxonòmic d'aquest ordre resulta d'una nova descripció realitzada el 2012.

## Taxonomia
L'ordre Axinellida inclou 571 espècies repartides en quatre famílies:
- Família Axinellidae Carter, 1875
- Família Heteroxyidae Dendy, 1905
- Família Raspailiidae Nardo, 1833
- Família Stelligeridae Lendenfeld, 1898